# Юринець Володимир Олександрович
Володи́мир Юрине́ць  (28 вересня 1890, м. Олесько нині Золочівського району Львівської області — 4 жовтня 1937) — український філософ, доктор філософії, публіцист, поет, літературний і мистецький критик, дійсний член ВУАН (від 1929).

## Біографія
Навчався у Львівській академічній гімназії, після закінчення якої 1908 року вступив до Львівського королівського університету ім. Франца І на природничо-математичне відділення філософського факультету. Навчаючись в університеті, брав участь у роботі найбільш впливової на той час студентської організації — «Академічної громади».
Після масових сутичок львівських студентів з владою і польськими студентами 1910 року був змушений покинути Львівський університет і переїхати до Відня. Тут навчався майже два з половиною роки на фізико-математичному відділенні філософського факультету Віденського університету, пізніше продовжив навчання в університетах Берліна і Парижа. У Віденському університеті захистив докторську дисертацію на тему: «Grundbegrif fe von Hegels „Wissenschaft der Logik“» (Основні поняття «Науки логіки» Геґеля), здобувши ступінь доктора філософії.
Мав хист до поезії. Наприкінці 1914 р. у Львові видано збірку його філософських поезій «Етапи». 
Під час Першої світової війни був мобілізований до австрійської армії. Потрапив до російського полону, деякий час перебував у м. Астрахані. Під впливом більшовицької агітації 1920 року Володимир Юринець вступив до Червоної Армії, де працював політпрацівником, редагував армійські газети. У тому ж році вступив до КП(б)У, працював у Галицькому освітньому комітеті. У 1921 р. переїхав до Москви, де закінчив 1924 року Московський інститут червоної професури. Працював професором філософії Московського Університету й Інституту Народного Господарства. На тлі «червоної професури» вирізнявся високим рівнем освіченості та наукової ерудованості: математик, поет, філософ, літературознавець, європейськи освічена людина (знав десять іноземних мов).
З 1925 року — завідувач кафедри соціології Українського Інституту Марксизму-Ленінізму (від 1931 р. — Інституту філософії та природознавства) в Харкові, керував філософсько-соціологічними дослідженнями; співредактор журналу «Більшовик України» (1926 — 1934) і «Прапор марксизму» (1927 — 1933); член літературної організації «Західна Україна».
У 1928 р. виступав з доповідями у Пруській АН (Берлін) і на міжнародному конгресі в м. Осло.
1929 року був обраний академіком Всеукраїнської академії наук (ВУАН). Цікаво, що його було обрано одночасно з колишнім професором Львівського університету Степаном Рудницьким, видатним українським географом і картографом, у якого свого часу Володимир слухав курс загальної географії.
Викладав у Всеукраїнському інституті комуністичної освіти.
Однак незабаром Володимир Юринець переконався у помилковості свого вибору на користь радянської влади. У дискусії про поворот на філософському фронті України (січень 1931 р.) академіка звинуватили в «меншовикуючому» і «буржуазному» ідеалізмі, гегельянстві та ін. Секретаріат ЦК КП(б)У під керівництвом П. Постишева 1933 року прийняв постанову, в якій Володимира Юринця кваліфіковано як «прихильника буржуазно-ідеалістичної філософії», «лже-вченого» і «плагіатора», далі його виключили з партії та зі складу академіків ВУАН. Це стало важким ударом для вченого — він покидає Харків і 1935 року переїжджає до Києва. 
22 липня 1937 р. Володимира Юринця заарештовують, а вже 1 жовтня 1937 р. його визнають «націоналістом» і «німецьким шпигуном».
Був розстріляний 4 жовтня 1937 р.
Досі не реабілітований.

## Наукова діяльність
До 1914 друкувався в львівській «Неділі» (1911 — 12), польському журналі «Widnokrąg» і видав збірку філософської поезій «Етапи»; в 1920 — 30-их роках виступав у газетах і журналах «Под знаменем марксизма», «Більшовик України», «Під прапором марксизму», «Червоний шлях», «Критика», «Літературний ярмарок», «Гарт», «Молодняк» тощо.
Праці з діалектичного та історичного матеріалізму, історії філософії, соціології, естетики, критики західної філософії й українського націоналізму з марксистських позицій. Коментував Демокрита, критикував концепцію неогеґельянства та фройдизму, зокрема методологію останнього, цікавився феноменологічною школою Е. Гуссерля.
Був яскравим представником «войовничого матеріалізму» у марксистсько-ленінській філософії. Різко критично оцінював учення Е. Гуссерля — «Едмунд Гуссерль» (1922), З. Фрейда — «Фрейдизм і марксизм» (1924) та інших представників новітньої європейської філософської думки — «Із сучасної буржуазної соціології» (1928); «Фальшування діалектики в сучасній філософській буржуазній літературі» (1929). Водночас глибоко проаналізував окремі праці марксистської філософії — «Німецька ідеологія» Маркса і Енгельса в зв'язку з деякими питаннями діалектичного та історичного матеріалізму" (1927), дав розгорнуті нариси історії філософії (зокрема новітньої) в Україні — «Український філософський фронт» (1923); «Філософський фронт на Україні» (1925). Активно звертався до питань і проблем соціальної філософії — «Філософсько-соціологічні нариси» (1930).
Найяскравіше Юринець виявився в працях з питань естетики та філософії культури: в дослідженнях естетики Е. Канта, Г.-В. Лессінґа, Г. Плеханова і гол. в критичних розвідках про М. Яцкова, Г. Сковороду, Лесю Українку, В. Сосюру, М. Хвильового, М. Бажана, Павла Тичину; брав активну участь у літературній дискусії 1925—1928 pp.
Виступав також як літературознавець — «М. Хвильовий як прозаїк» (1927), «Павло Тичина» (1928) та ін. У літературознавчій монографії «Павло Тичина. Спроба критичної аналізи» дав філософічну інтерпретацію естетики і світогляду тодішнього Тичини та порушив ряд культурних і історіософічних проблем. Книга була засуджена партійною критикою й вилучена з обігу.
Подібна доля спіткала його «Філософсько-соціологічні нариси» (1930), підручник для вищих шкіл — «Діалектичний матеріалізм» (1932) й інші.

## Вибрані праці
- Эдмунд Гуссерль // ПЗМ. — 1922. — № 11 — 12, 1923. — № 4.
- Демокрит в свете новейших научных исследований // ПЗМ. — 1922. — № 9 — 10.
- Учение Ляметри о материи // Труды Ин-та красной профессуры. — Т. 1. — М., 1923.
- Фрейдизм и марксизм // ПЗМ. — 1924. — № 8 — 9.
- «Нім. ідеологія» Маркса та Енгельса у зв'язку з деякими питаннями діал. та іст. матеріалізму // Прапор марксизму. — 1927. — № 1.
- Естетика Канта у марксівському освітленні // Гарт. — 1927. — № 2 — 3.
- Хвильовий як прозаїк // Червоний шлях. — 1927. — № 1.
- Наука в СРСР в перше десятиріччя Жовтня // Червоний шлях. — 1927. — № 11.
- Г. Е. Лессінг // Критика. — 1929. — № 3.
- Криза в сучасній буржуазній фізиці в освітленні ленінського етапу філософії марксизму // За марксо-ленінське природознавство. — 1932. — № 1, 2 — 3.
- Матеріалістична діалектика як філос. наука. Діал. матеріалізм і фізика // Діал. матеріалізм для вишів і втишів. — Ч. 1. — Х., 1932.
- Укр. філос. фронт (До 15-річчя Жовтня) // Прапор марксизму-ленінізму. — 1932. — № 5 — 6.